# ATP de Colônia
O ATP de Colônia – ou bett1HULKS Indoors ou bett1HULKS Championship, nas primeiras edições – são torneios de tênis profissional masculinos, de nível ATP 250.
Realizados em Colônia, no oeste da Alemanha, estrearam em 2020. Os jogos são disputados em quadras duras cobertas, ambos durante o mês de outubro.

## Finais
(i) bett1HULKS Indoors; (c) bett1HULKS Championships.

### Simples
| Ano      | Campeão          | Vice-campeão          | Resultado |
| -------- | ---------------- | --------------------- | --------- |
| 2020 (c) | Alexander Zverev | Diego Schwartzman     | 6–2, 6–1  |
| 2020 (i) | Alexander Zverev | Félix Auger-Aliassime | 6–3, 6–3  |

### Duplas
| Ano      | Campeões                            | Vice-campeões               | Resultado |
| -------- | ----------------------------------- | --------------------------- | --------- |
| 2020 (c) | Raven Klaasen Ben McLachlan         | Kevin Krawietz Andreas Mies | 6–2, 6–4  |
| 2020 (i) | Pierre-Hugues Herbert Nicolas Mahut | Łukasz Kubot Marcelo Melo   | 6–4, 6–4  |